# Dendrotion elegans
Dendrotion elegans is een pissebed uit de familie Dendrotionidae. De wetenschappelijke naam van de soort is voor het eerst geldig gepubliceerd in 1983 door Lincoln & Boxshall.